# Limnephilus alienus
Limnephilus alienus là một loài Trichoptera trong họ Limnephilidae. Chúng phân bố ở miền Cổ bắc.